# آرتور اچ. بولبولیان
آرتور اچ. بولبولیان (ارمنی: Արթուր Բուլբուլոյան و انگلیسی: Arthur H. Bulbulian؛ زاده ۲۰ دسامبر ۱۹۰۰ - درگذشته ۲۳ ژوئن ۱۹۹۶) از پیشگامان اندام‌های ساختگی صورت ارمنی‌تبار اهل ایالات متحده آمریکا بود.
وی از دانشگاه آیووا، دانشگاه براون و دانشگاه مینه‌سوتا فارغ‌التحصیل شد. اشتغال تو در مایو کلینیک منجر شد تا چ ماسک اکسیژن A-14 را برای نیروی هوایی ایالات متحده آمریکا بسازد.